# Catamicrophyllum hamuligerum
Catamicrophyllum hamuligerum är en mångfotingart som beskrevs av Karl Wilhelm Verhoeff 1901. Catamicrophyllum hamuligerum ingår i släktet Catamicrophyllum och familjen kejsardubbelfotingar. Inga underarter finns listade i Catalogue of Life.